# Famille Brongniart
Pour les articles homonymes, voir Brongniart (homonymie).
Cet article possède un paronyme, voir Brogniart.
La famille Brongniart est une famille française, originaire d'Artois (Pas-de-Calais), et établie vers 1737 à Paris. Ses membres se sont illustrés dans divers domaines de l'art et de la science : l'architecture, la chimie, la minéralogie et la géologie, la botanique et, par l'un des gendres, l'entomologie et l'ornithologie.

## Historique
La famille est établie depuis le XVe siècle en Artois, où elle tient une position notable.

## Liens de filiation entre les personnalités notoires

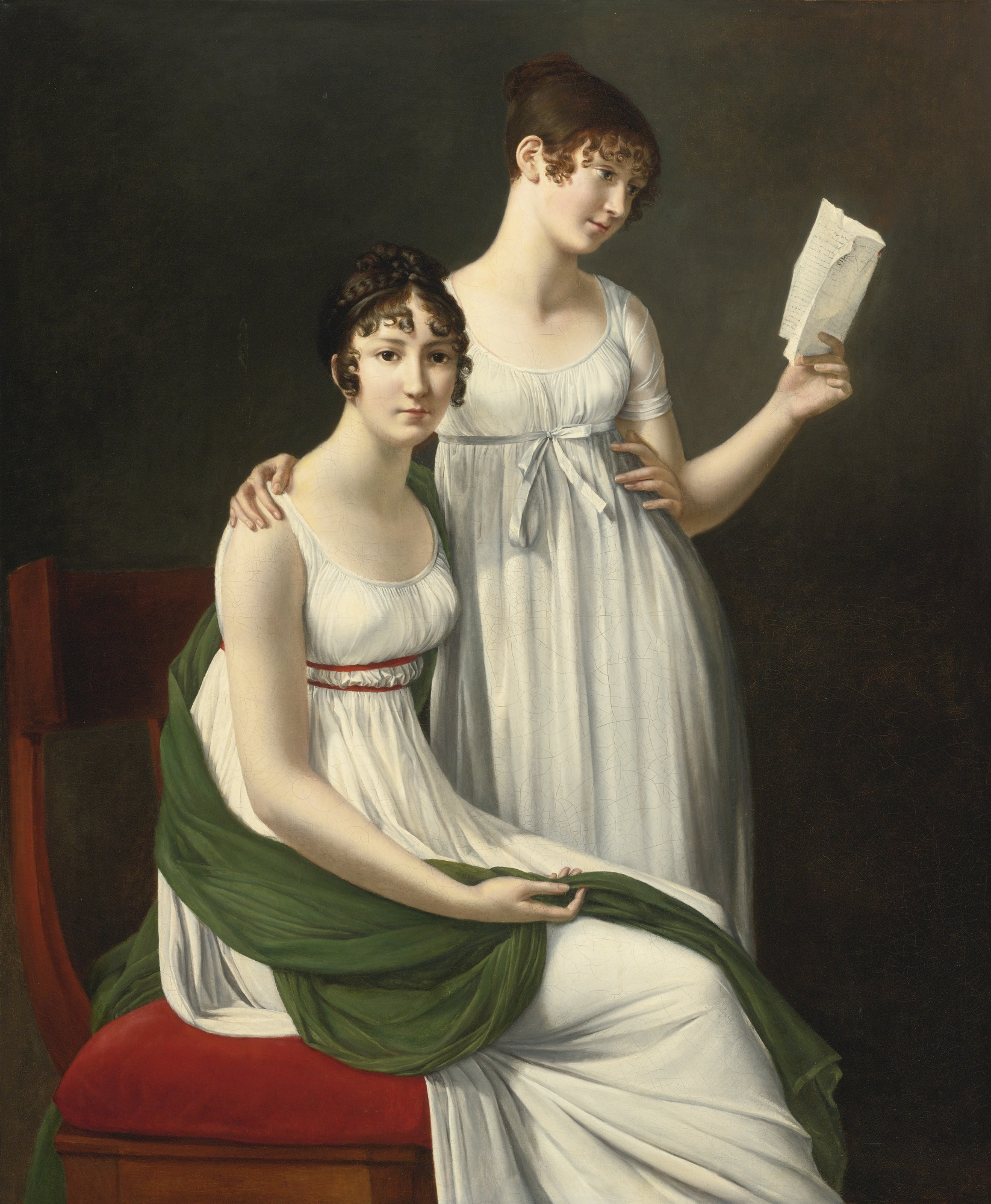
Henri-François Riesener, Portrait présumé d'Émilie Brongniart (assise), baronne Pichon et d'une dame de la famille de Fourcroy.

- Théodore Brongniart (1675-1714), maitre des postes[3] à Bavincourt (Pas-de-Calais), marié en 1705 avec Marie Josèphe Choquet, dont :
  - Ignace Théodore Brongniart (1707-1765)[réf. nécessaire], apothicaire à Paris, marié en 1737 à Paris avec Louise Geneviève de Fourcroy[3], reçu au corps des marchands-apothicaires-épiciers de la ville de Paris, dont :
    - Alexandre-Théodore Brongniart (1739-1813), architecte, auteur du palais Brongniart à Paris, marié en 1767 avec Anne Louise Degrémont, dont :
      - Alexandre Brongniart[n 1] (1770-1847), minéralogiste, géologue et céramologue, marié en 1800 avec Jeanne Cécile Coquebert de Monbret (1782-1862), dont :
        - Adolphe Brongniart (1801-1876), botaniste, dont :
          - Édouard Charles Franklin Brongniart (1830-1903), artiste peintre et inspecteur de l'enseignement secondaire[4], dont :
            - Charles Jules Edmée Brongniart (1859-1899), entomologiste et paléontologue, dont :
              - Alphonse André Théodore Brongniart (1888-1956), architecte[5]

        - Herminie Caroline Brongniart (1803-1890) × 1825[6] Jean-Baptiste Dumas (1800-1884), chimiste
        - Mathilde Émilie Brongniart (1808-1882) × 1827 Jean-Victor Audouin (1797-1841), naturaliste, entomologiste et ornithologue

      - Louise Brongniart (1772-1845)[n 1],[7] × 1790 Jacques Claude Navale de Saint-Aubin xx Charles Louis Picot de Dampierre (frère du général Auguste Marie Henri Picot de Dampierre)
      - Émilie Brongniart (1780-1847) × baron Louis-André Pichon (1771-1854), diplomate et haut fonctionnaire, dont :
        - Henriette Anne Pichon (1807-1874) × 1827 Claude Pouillet (1790-1868), physicien

    - Antoine-Louis Brongniart (1742-1807), apothicaire et chimiste, dont :
      - Pierre Brongniart (1780-1841), pharmacien militaire dès 1795, retraité en 1836 ;
      - Michel Brongniart (1782-1854), receveur des douanes et graveur, dont postérité.